# Blepharicera fasciata
Blepharicera fasciata is een muggensoort uit de familie van de Blephariceridae. De wetenschappelijke naam van de soort is voor het eerst geldig gepubliceerd in 1842 door Westwood.